# Igreja do Pópulo

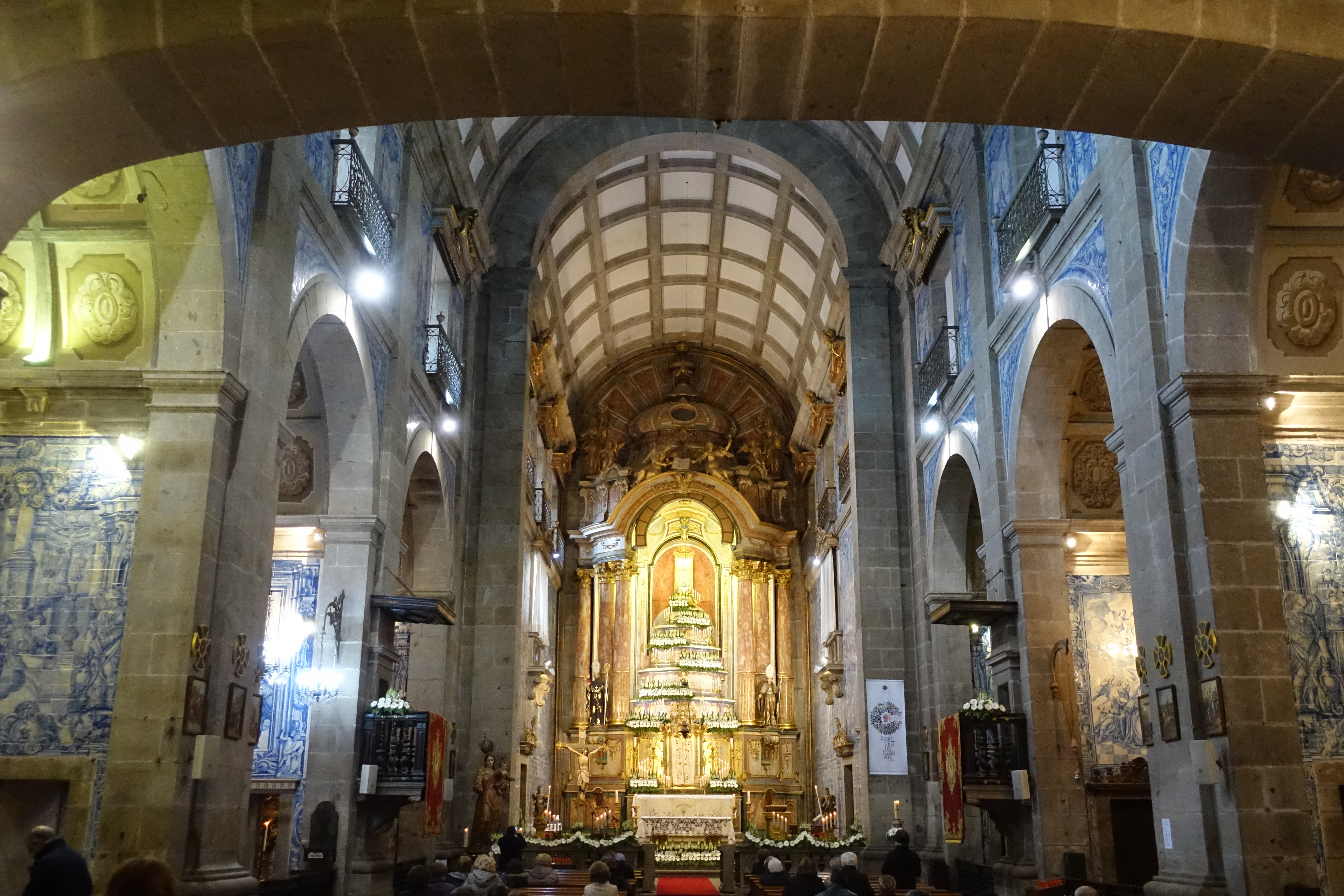
Igreja do Pópulo: interior.

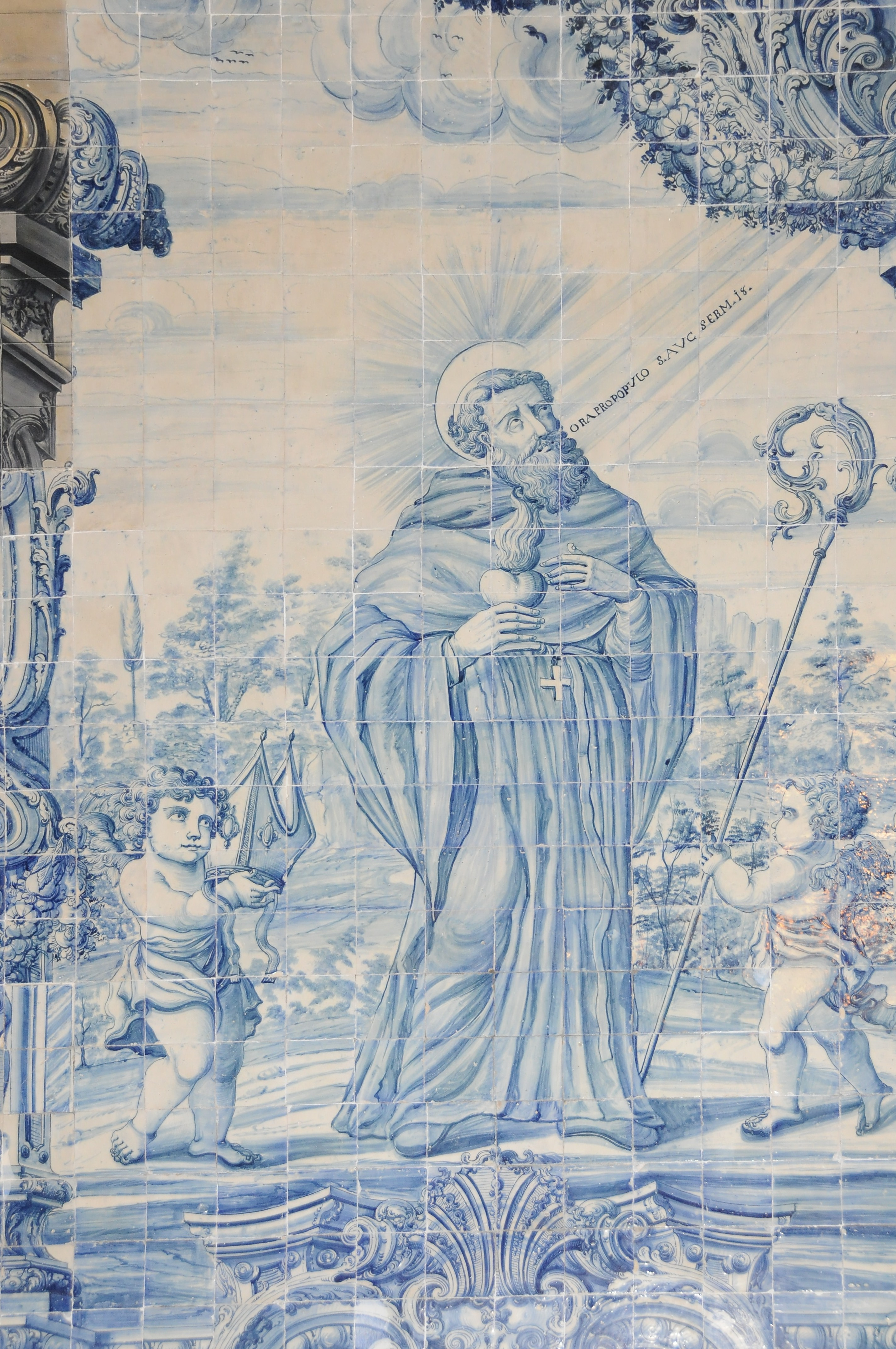
Igreja do Pópulo: detalhe dos azulejos.

A Igreja do Pópulo localiza-se na Praça Conde de Agrolongo, na freguesia de Braga (São José de São Lázaro e São João do Souto), cidade e município de Braga, distrito do mesmo nome, em Portugal, integrando o Convento do Pópulo.
A invocação (lat: Sanctae Mariae de Populo) advém da Igreja de Santa Maria del Popolo em Roma (de grande importância para a Ordem de Santo Agostinho) e mais precisamente, da imagem-ícone que lá se venera (e a que Frei Agostinho de Jesus tinha muita devoção).
A Igreja e Convento do Pópulo encontram-se classificados como Imóvel de Interesse Público desde 1977.

## História
O templo foi iniciado em 1596 por iniciativa do então arcebispo de Braga, D. Frei Agostinho de Jesus (de Castro). A construção de todo o conjunto arrastou-se do século XVI ao século XIX.
Grande parte do edifício (incluindo a fachada) foi reconstruído nos finais do século XVIII com projecto de autoria do arquiteto Carlos Amarante.
Com a extinção das ordens religiosas masculinas (1834), o conjunto transitou para as mãos do Estado, tendo as dependências do convento, a partir de 1841, passado a acolher um Regimento de Infantaria.
Desde 1996, as dependências do convento são um dos edifícios da Câmara Municipal de Braga. Visitas guiadas são promovidas, sobretudo para apreciação do revestimento azulejar.
Em 2020 e 2021, a igreja foi alvo de obras, que implicaram um investimento na ordem dos 996 628,70 euros, tendo como objectivo a recuperação e valorização da igreja. A igreja apresentava severas condições de conservação, necessitando de uma intervenção de fundo ao nível das coberturas, torres, fachadas, pisos, tectos, caixilharia, balaustrada do coro alto, caixa do órgão, entre outros.

## Cronologia
- 1595 - Doação e dote aos frades eremitas de Santo Agostinho, para a construção do Convento do Pópulo, pelo Arcebispo D. Frei Agostinho de Jesus;
- 1596 - aceitação pela Província do novo Mosteiro e Colégio com suas obrigações; início da construção;
- 1597 - Provisão para a união da Igreja de São Paio de Pousada;
- 1601 - Provisão para a união da Igreja de São João de Semelhe;
- 1609, Novembro - falecimento do Arcebispo D. Frei Agostinho de Jesus, sepultado na igreja velha do Pópulo;
- 1621, meados - o corpo do Arcebispo D. Frei Aleixo de Menezes, provisoriamente sepultado no Convento de São Filipe, em Madrid, desde que aí falecera, em 1617, foi trasladado para a capela-mor da igreja do Pópulo;
- 1628 - conforme as disposições das suas últimas vontades, o corpo do arcebispo D. Frei Agostinho de Jesus foi trasladado para um túmulo de madeira mandado fazer pela cidade de Braga e colocado num arcossólio, na capela-mor da igreja nova do Pópulo;
- 1630 - execução do retábulo de São Nicolau, pelo ensamblador Ambrósio Pereira;
- 1647 - fundação da capela de Salvador de Magalhães Machado, no lado do Evangelho, correspondente à capela da Santíssima Trindade;
- 1682 - execução do retábulo da Irmandade dos Santos Passos pelo entalhador Damião da Costa Figueiredo;
- 1697 - contratado o ensamblador Cristóvão Rodrigues para fazer a grade do coro;
- 1701 - Frei José de Azevedo, reitor do Colégio de Nossa Senhora do Pópulo, contrata com Agostinho Marques para fazer grades de pau-preto de comunhão e substituir a grade do coro;
- 1706 - Pascoal Fernandes e Manuel Fernandes da Silva assumem com o reitor do Colégio de Nossa Senhora do Pópulo fazer um claustro junto aos dormitórios "na forma e tamanho que mostra a planta e perfil com seu petipe que de novo se fez maior que a antiga que havia";
- 1708 - João Alves, Bento Correia e Pedro Francisco, mestres de pedraria da cidade de Braga, são contratados pelo Convento do Pópulo para fazerem o lajeado da sacristia; Julho - contrato para obras de carpintaria no claustro;
- 1709 - contrato com o entalhador bracarense Bento de Abreu de Alvarenga Peixoto para a construção de um retábulo para a sacristia; contrato com o pintor João Lopes, de Braga, para o douramento do retábulo da sacristia; contrato com Agostinho Marques para realizar os arcazes, armários e guarda-roupa da sacristia; contrato com o latoeiro Custódio Carvalho, de Braga, para fazer a obra de latão e dourado daqueles móveis;
- 1730 - a fachada principal da igreja foi remodelada;
- 1735, 15 Março - contrato para obras do claustro com o mestre pedreiro João da Costa; o fiador foi o pintor João Lopes da Maia;
- 1755 - principiaram-se a fazer os alicerces para a frontaria e portaria do convento do Pópulo;
- 1775 - execução do órgão;
- 1790 - contrato com o carpinteiro Jerónimo Fernandes para construção de um anteparo, segundo desenho de Carlos Amarante;
- 1834 - extinção das ordens religiosas;
- 1841 - passou a acolher o Regimento de Infantaria n.º 8, levando à remodelação de diversas dependências do convento;
- 1844 - colocação da Fonte do Pópulo junto à fachada lateral S. da igreja;
- 1846 - as forças ali instaladas sofrem um ataque durante a Revolta de Maria da Fonte;
- 1926, Maio 26 - daqui parte o movimento de revolta chefiado por Gomes da Costa, que originou a ditadura do Estado Novo;
- 1966 - arranjo do terreiro fronteiro ao convento e colocação da estátua do Marechal Gomes da Costa;
- 1990 - instalação dos serviços camarários no convento;
- 1996 - Câmara Municipal de Braga assina protocolo com o Governo para recuperação do Convento do Pópulo;
- 2016 - a Igreja do Pópulo é elevada a Igreja "quase-paroquial".